# Evci (Tufanbeyli)
Evci ist ein Ortsteil (Mahalle) im Landkreis Tufanbeyli der türkischen Provinz Adana mit 166 Einwohnern (Stand: Ende 2024). Im Jahr 2011 zählte Evci 201 Einwohner.